# Brillat-Savarin
Der Brillat-Savarin ist ein Weichkäse, der in den Départements Aube und Côte-d’Or hergestellt wird. Er ist keine Sorte, sondern eine „kollektiv genutzte Marke“. 
Der Anfang der 1930er-Jahre von einem Pariser Käsehändler eingeführte Name ist eine Hommage an Jean Anthelme Brillat-Savarin. Der Brillat-Savarin wird seit 2016 als Produkt mit geschützter geografischer Angabe in der Database of Origin and Registration geführt.
Es gibt ihn in kleiner und großer Ausführung mit einem Gewicht von 100 bis 250 g und über 500 g (für den Verkauf in Segmenten).

## Eigenschaften
Der Käse ist aufgrund seines Fettgehaltes ein Produkt mit triple crème (Dreifachrahmstufe) und nur sehr kurz haltbar. Er hat eine  zylindrische Form mit flachen Oberflächen und geraden oder konkav gewölbten Seiten. Der Teig ist geschmeidig, weich, sahnig und cremig – sein Geschmack ist leicht salzig und leicht säuerlich.